# Phyodesmus petersi
Phyodesmus petersi är en mångfotingart som beskrevs av Cook 1896. Phyodesmus petersi ingår i släktet Phyodesmus och familjen Platyrhacidae. Inga underarter finns listade i Catalogue of Life.